# Залесе (Семполенський повіт)
Залесе (пол. Zalesie) — село в Польщі, у гміні Семпульно-Краєнське Семполенського повіту Куявсько-Поморського воєводства.
Населення — 213 осіб (2011).
У 1975-1998 роках село належало до Бидгощського воєводства.

## Демографія
Демографічна структура станом на 31 березня 2011 року:
|          | Загалом | Допрацездатний вік | Працездатний вік | Постпрацездатний вік |
| -------- | ------- | ------------------ | ---------------- | -------------------- |
| Чоловіки | 125     | 29                 | 84               | 12                   |
| Жінки    | 88      | 16                 | 58               | 14                   |
| Разом    | 213     | 45                 | 142              | 26                   |